# Scrinia slavonica
Scrinia slavonica è una rivista scientifica fondata nel 2001 a Slavonski Brod per l'introduzione e la presentazione di nuove ricerche culturali e scientifiche interdisciplinari sullo studio del popolo e della cultura di Slavonia. La rivista fu pubblicata per la prima volta come un periodico pubblicizzato dal Istituto croato di storia. Gli articoli sono sottoposti a revisione paritaria e pubblicati in modalità Open Access.